# Mizuta Tenman-gū

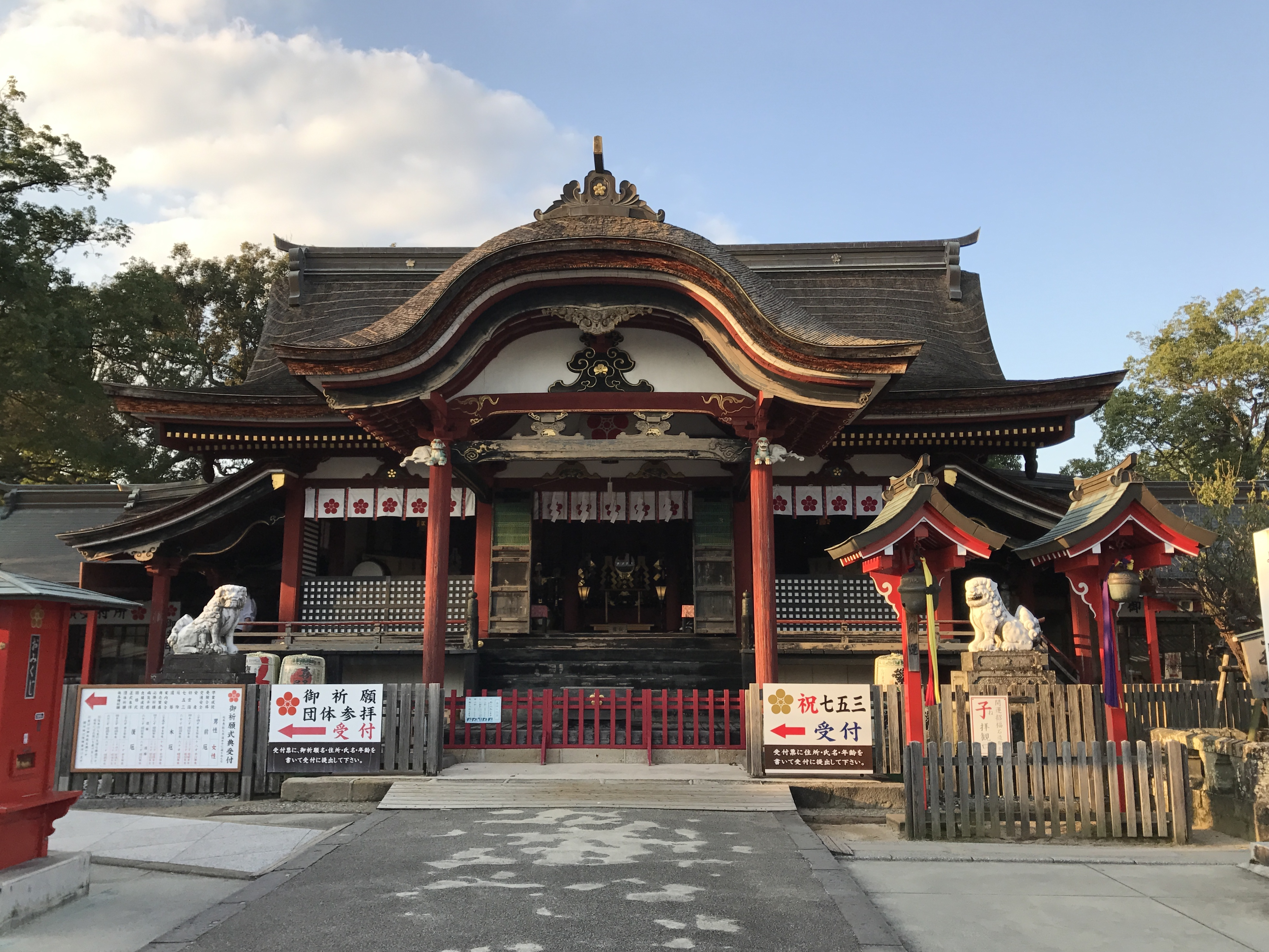
Aspect du sanctuaire en 2016.

Le Mizuta Tenman-gū (水田天満宮) est un sanctuaire shinto situé dans la ville de Chikugo, préfecture de Fukuoka au Japon. Il a été fondé en 1226 en l'honneur de Sugawara no Michizane. Le honden est reconstruit en 1672 et classé bien culturel tangible du Japon en 1961.